# Afrotruljalia tshetyrkinae
Afrotruljalia tshetyrkinae är en insektsart som först beskrevs av Andrej Vasiljevitj Gorochov 1988.  Afrotruljalia tshetyrkinae ingår i släktet Afrotruljalia och familjen syrsor. Inga underarter finns listade i Catalogue of Life.